# Istiklol
Istiklol (tadż. Истиқлол) – miasto w Tadżykistanie, w wilajecie sogdyjskim. Według danych szacunkowych na rok 2007 liczy 11 259 mieszkańców.. Miasto nazywano również: Taboszar.